# Цветана Костуркова
Цветана Маркова Костуркова е българска художничка-пейзажистка и графичка. Смятана е за един от доайените на българското пластично изкуство, една от първите жени художници, завършили графика и живопис, една от първите автомобилистки в България, една от първите създателки на марки и една от първите графични дизайнерки.

## Биография
Родена на 29 август 1914 година в Панагюрище в семейството на Марко и Лушка Костуркови, част от големия панагюрски род Костуркови по произход от Костур. Баща ѝ изучавал медицина в Цариград, загива като санитар на фронта през 1917 година. Тя е осиновена от Александър Джеров, също участник и инвалид от войната, дълго време го смята за роден баща. По време на следването в Националната художествена академия е в един курс са с Елка Захариева и Павел Вълков в периода от 1934 до 1939 г.
За да може да се самоиздържа по време на следването си, работи като художничка в списание „Домакиня и майка“ и в Придворната печатница. 1939 – завършва графика при проф. Васил Захариев и живопис при проф. Никола Ганушев. Получава стипендия от 50 000 лирети, гласувана от Академичния съвет на института, за специализация в Италия.
Приета е за членка на Съюза на българските художници през 1940 г. Работи на надница в Българската народна банка 1943 – 1944 г., а след това между 1944 и 1974 г. е художничка и художествена редакторка в Държавната печатница, Издателството на Отечествения фронт и други. Печели конкурси за изработка на пощенски марки. Художничка на свободна практика е от 1974 до 2004 година, дарителка за Творческия фонд на СБХ и за Фонд „Поддържане на изкуството в България“. Тя прави дарения за Националната художествена галерия, за художествените галерии в Разград, Исперих, Бургас, а творбите ѝ са притежание на колекционери в Германия, Италия, Франция, Канада, Япония.

## Художествени изложби
- първа самостоятелна изложба в Панагюрище (1965)
- самостоятелна изложба в Ловеч (1968)
- изложби в София – СБХ, Националната библиотека, Националната художествена галерия, „Балканкар“, Френското посолство (1970, 1976, 1988, 1999, 2000)
- изложби в Пазарджик (1971, 1977)
- участие в изложба „Поколения в малък формат“, централно фоайе на Софийския университет. Изложба в галерия „Класика“ (2001)
- изложба в галерията на Националния музеен комплекс „Боянска църква“ (2003)
- юбилейни изложби в Народното събрание и в Националната художествена галерия (2004)